# 会计方法
会计方法是指从事会计工作所使用的各种技术方法，是用来核算和监督会计对象的手段。
会计方法可以包括财务会计的方法和管理会计的方法。财务会计的方法包括会计核算的方法，会计分析的方法和会计检查的方法。会计分析的方法的外延为经济活动分析学；会计检查的方法内涵为查账学，也可以外延为审计学。管理会计的方法主要包括会计预测、决策和控制的方法。

## 會計入賬的方法
- 現金概念賬，又稱收付實現制（Cash basis）
- 應計會計制，又稱權責發生制（Accrual basis）

## 会计核算的基本方法
- 设置帐户
- 复式记账
- 填制凭证
- 审核凭证
- 登记账簿
- 成本计算
- 财产清查
- 编制财务报告

## 会计分析的方法
- 比较分析法
- 比率分析法
- 因素分析法